# Yonten Gyatso
Yonten Gyatso, Gyalwa Yonten Gyatso (tibetà:ཡོན་ཏན་རྒྱ་མཚོ་, wyllie:yon tan rgya mtsho, pinyin tibetà:Yoindain Gyaco) (1589- 1616), va ser el 4t Dalai-lama.
Amb el 6è Dalai Lama, són els únics no tibetans. Va néixer en la família real dels kans mongols i va ser descendent del Genguis Kan, el que li va portar problemes d'índole política.